# 午餐盒

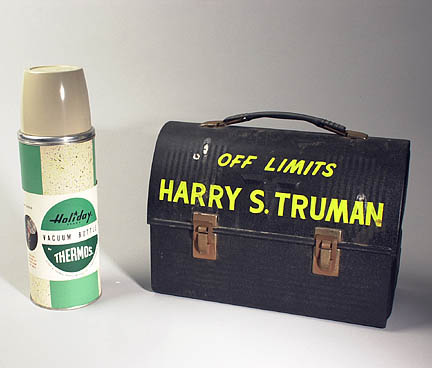
哈里·S·杜鲁门的午餐盒和保溫瓶

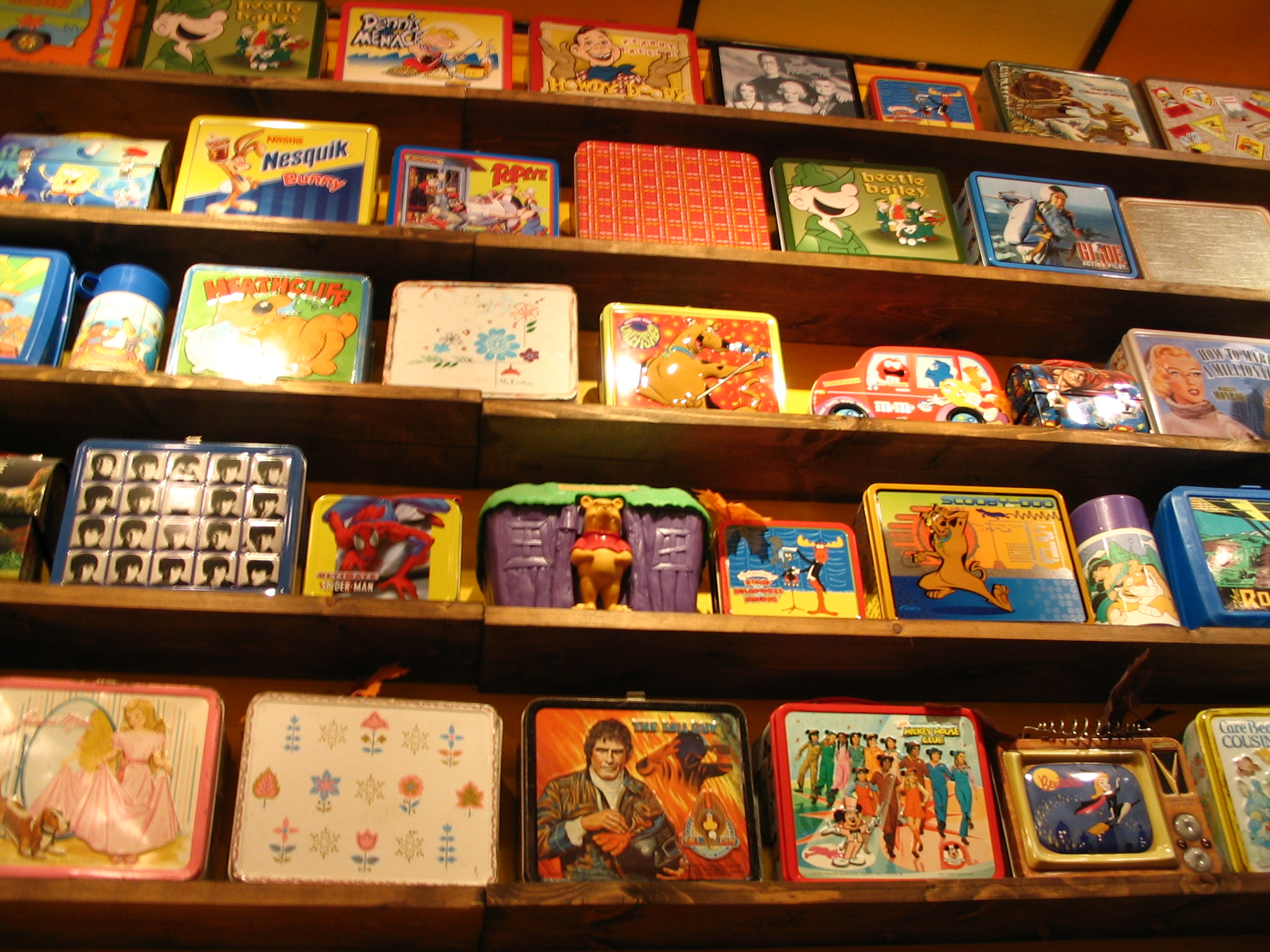
午餐盒

午餐盒又稱餐盒，是指放置食物的容器，通常用于工作或上学期間。它通常由金属、塑料或硬紙制成，具有一定的气密性，并且通常带有提手。 